# Idrætsforeningen Arbejdersport Aarhus
Idrætsforeningen Arbejdersport Aarhus - i daglig tale ASA - er stiftet i 1933 og består af en fodboldafdeling og en håndboldafdeling. 
ASA Fodbold holder til på Frederiksbjerg på det eneste større fodboldanlæg indenfor Ringgaden i Århus, så der spilles fodbold i Aarhus centrum.
ASA Håndbold spiller i Frederiksbjerghallerne oven på Århus Svømmestadion.
Op igennem 1980'erne kunne man også spille softball ved ASA Softball, som senere blev til Århus Baseball Softball klub